# سالویا مجدی
سالویا مجدی (نام علمی: Salvia majdae) یک گونه از گیاهان گلدار خانواده نعنائیان (نام علمی: Lamiaceae) است که در ابتدا در سال ۱۹۶۷ به عنوان Zhumeria majdae توصیف شد.
زمانی که در سرده Zhumeria قرار گرفت، تنها گونه این سرده بود. این گیاه یک زیردرختچه بومی جنوب ایران است.